# Kvemo Kartli
Kvemo Kartli (în georgiană ქვემო ქართლი), sau „Kartli inferior”, este o provincie istorică și o regiune administrativă (mkhare) a Georgiei. Capitala regiunii este orașul Rustavi.